# V (Spock’s-Beard-Album)
V ist, wie der Name bereits andeutet, das fünfte Studioalbum der Progressive-Rock-Band Spock’s Beard. Es erschien am 22. August 2000.

## Beschreibung
Das Album wird von den beiden Longtracks At the End of the Day und The Great Nothing eingerahmt, in denen mit ausgedehnten instrumentalen Einleitungen und Zwischenspielen, kurzen orchestralen Einschüben und Anleihen aus Singer-Songwriter, lateinamerikanischer Musik, Hard Rock und Fusion ein Spiel mit Spannungspotenzialen stattfindet. Als klangbestimmend erweist sich dabei neben den Retro-Prog-typischen Keyboardsounds Hammond-Orgel, Mellotron und Klavier immer wieder das druckvolle Bass-Spiel von Dave Meros.
In Thoughts Part II arbeitet die Band zudem mit mehrstimmigem Satzgesang und fremdartig anmutenden Streicher-Intermezzos. Der Titel weist zwar auf eine Fortsetzung des Stücks Thoughts vom zweiten Album Beware of Darkness hin, dieser Referenz wurde man sich allerdings erst bei der Namensfindung in einem späten Stadium der Entstehung bewusst.
Weniger zum Tragen kommen die erwähnten Stilmittel bei den restlichen Titeln, die sich als radiotauglichere Songs im Bereich von vier bis sechs Minuten umschreiben lassen. Gegenüber den balladesk gehaltenen Revelation und Goodbye to Yesterday ist mit All On A Sunday ein frohgemutes Pop-Rock-Stück enthalten, dem als zweite Singleauskopplung und erstes Musikvideo der Band allerdings keine nennenswerten Erfolge beschieden waren.

## Entstehung
Die Kompositionen und Texte wurden wie üblich von Frontmann Neal Morse erarbeitet, bevor sich der Rest der Band durch Vorschläge bei den Arrangements einbrachte. Obwohl Morse seinen Texten aus dieser Zeit selbst einen untergeordneten Stellenwert beimisst – so wurde der Wortlaut einzelner Passagen erst bei den Gesangsaufnahmen festgelegt – lassen sich in den Stücken bestimmte Inhalte festhalten: The Great Nothing erzählt mit autobiographischem Hintergrund die Geschichte eines aufstrebenden Musikers, der sich nicht nur die für den Erfolg benötigte Aufmerksamkeit erkämpfen muss, sondern auch im Umgang mit zwielichtigen Menschen und Alkohol auf die Probe gestellt wird. Schließlich kann er sich durchsetzen. In Thoughts Part II geht es um schwarze Gedanken und deren selbstzerstörerische Auswirkungen, während Revelation seiner Frau gewidmet sein soll.
Es existiert ein Making-of-Video The Making of V, das vollständig als Bestandteil der Konzert-DVD Don't try this at Home – Live in Holland erschienen ist. Einige kurze Ausschnitte daraus sind auch als Multimedia-Track auf der Limited Edition des Albums enthalten.

## Tracklist
1. At the End of the Day – 16:28
2. Revelation – 6:05
3. Thoughts Part II – 4:39
4. All on a Sunday – 4:04
5. Goodbye to Yesterday – 4:39
6. The Great Nothing – 27:01
  1. From Nowhere
  2. One Note
  3. Come Up Breathing
  4. Submerged
  5. Missed Your Calling
  6. The Great Nothing
7. Multimedia-Track (nur auf Limited Edition)

## Besetzung
- Neal Morse – Gesang, Synthesizer, Akustische Gitarre
- Alan Morse – E-Gitarre, Cello, Gesang
- Ryo Okumoto – Hammondorgel und Mellotron
- Dave Meros – Bass, Stand up Pedale, Gesang und French Horn
- Nick D’Virgilio – Schlagzeug, Schlagwerk, Gesang

Gastmusiker:
- Katie Hagen – French Horn
- Chris Carmichael – Violine, Viola, Cello
- Kathy Anne Lord – English Horn
- Joey Pippin – Trompete